# Smažený pavouk

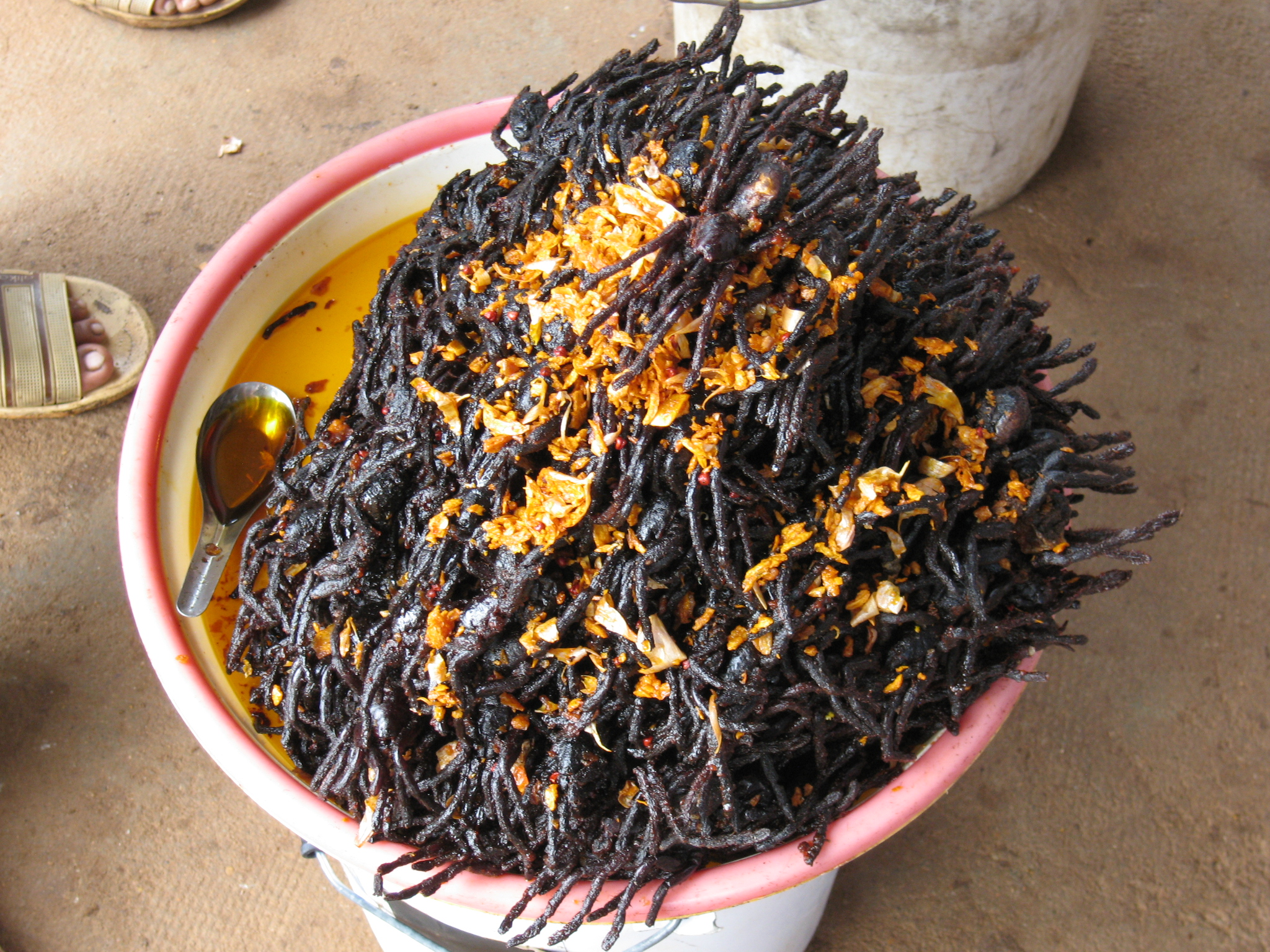
Smažení pavouci, tržiště v Kambodži

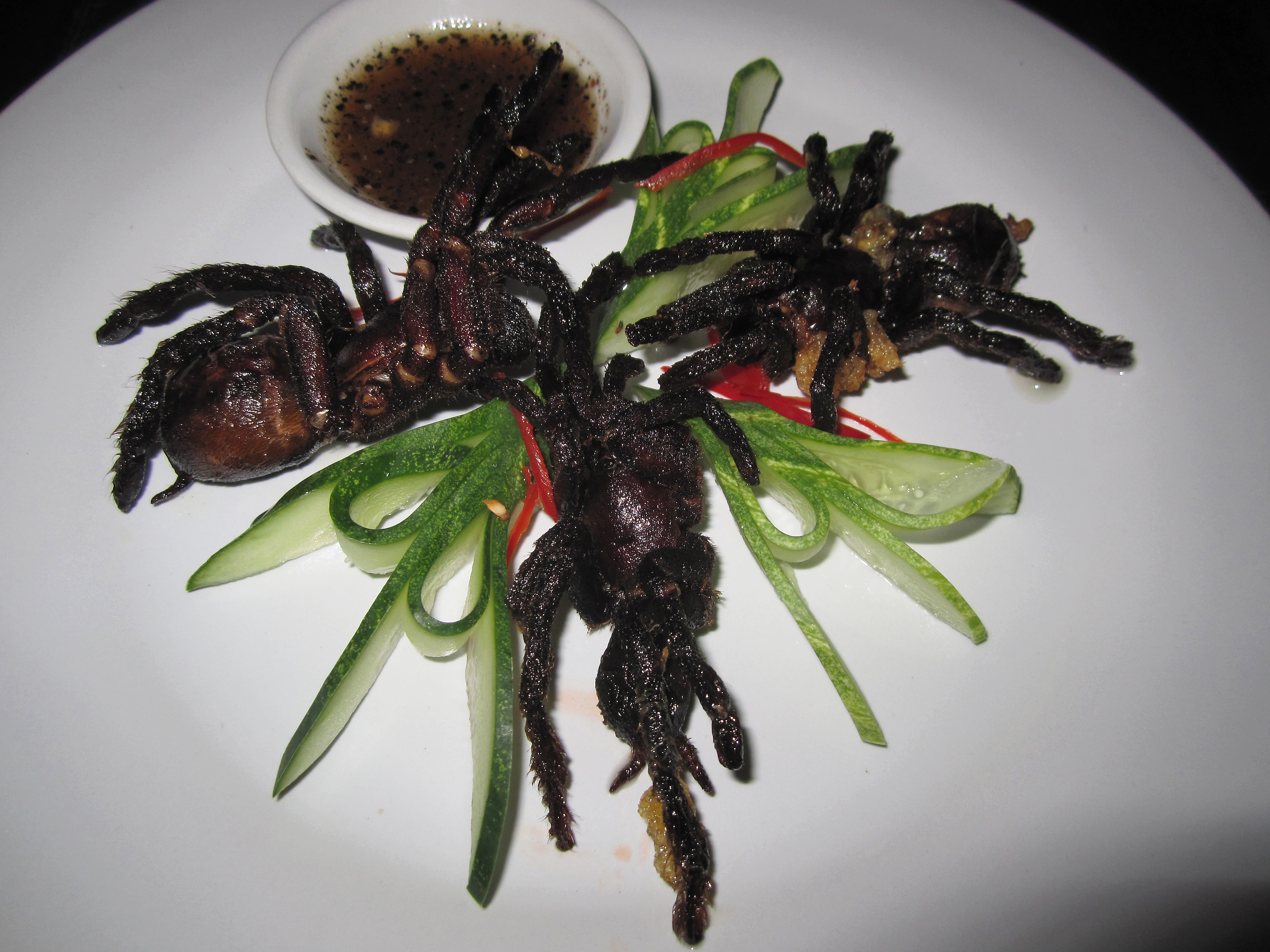
Předkrm ze smažených pavouků, Kambodža

Smažený pavouk je v Kambodži regionální pokrmem. Například ve městě Skuon v provincii Kampong Cham je prodej smažených pavouků jako speciálního občerstvení oblíbenou atrakcí pro turisty. Smažení pavouci jsou k dostání i jinde v Kambodži, například v Phnompenhu, ale Skuon je hlavním centrem oblíbenosti tohoto pokrmu. Pavouci se chovají v děrách v zemi ve vesnicích severně od Skuonu nebo se shánějí v blízkých lesích a smaží se na oleji. Není jasné, jak tato praxe začala, ale někteří se domnívají, že lidé mohli začít pavouky jíst ze zoufalství během vlády Rudých Khmenrů, kdy byl v zemi nedostatek potravin.
Smažení pavouci patří do podřádu sklípkanů (Mygalomorphae), kterým se v khmerštině říká a-ping, a jsou velcí přibližně jako lidská dlaň. V roce 2002 se prodával jeden smažený pavouk za přibližně 300 rielů, tedy asi za 8 centů. V cestopisné knize od Freemana jsou tito pavouci identifikováni jako Haplopelma albostriatum. Kniha také uvádí, že tito pavouci jsou běžně nazýváni jako "jedlý pavouk" již více než sto let. Popularita tohoto pokrmu je však nedávným jevem, který začal možná v 90. letech 20. století. Ve stejné knize je podrobně popsán recept: pavouci se obalí ve směsi glutamanu sodného, cukru a soli. Poté je rozdrcený česnek smažen na oleji, dokud se nerozline jeho vůně, poté se do oleje přidají pavouci a smaží se spolu s česnekem, dokud "nohy téměř úplně neztuhnou a obsah břicha už není tak tekutý".
Chuť byla popsána jako nevýrazná, s kontrastní texturou od křupavého povrchu po měkký střed. Nohy obsahují málo masa, zatímco hlavohruď má "uvnitř jemné bílé maso". Abdomen se však často nekonzumuje, protože obsahuje hnědou pastu sestávající z orgánů, pravděpodobně vajec a exkrementů. Podle osobních preferencí lidé nazývají tento pokrm lahůdkou nebo naopak jej nedoporučují konzumovat.
V Mexiku se tarantule nabízejí v tacos s porcí guacamole. Mexické zákony však zakazují prodej mnoha druhů tarantulí k lidské spotřebě a prodejcům, kteří tento produkt nabízely, to bylo úřady zakázáno.